# Georthocladius amakyei
Georthocladius amakyei är en tvåvingeart som beskrevs av Ole Anton Saether och Andersen 1996. Georthocladius amakyei ingår i släktet Georthocladius och familjen fjädermyggor. Inga underarter finns listade i Catalogue of Life.